# Parapercis haackei
Parapercis haackei és una espècie de peix de la família dels pingüipèdids i de l'ordre dels perciformes.
És un peix marí, territorial, associat als esculls costaners i afloraments rocallosos (fins als 35 m de fondària), sobre fons sorrencs i fangosos, i de clima subtropical, el qual viu a l'Índic oriental des d'Austràlia Meridional i el sud d'Austràlia Occidental.
El cos fa 10 cm de llargària màxima i és de color blanquinós amb una franja de dreta a ondulada que va des de darrere dels ulls fins a la base superior de l'aleta caudal (la franja es pot trobar dividida en taques, especialment al cap). Ventre amb una sèrie de 10 bandes fosques. Franja ampla al llavi superior i dos punts als costats dels llavis. Mostra un gran punt negre a l'aleta dorsal entre les espines segona i cinquena. Part tova de l'aleta dorsal clara amb una petita taca negrosa a la base de la majoria dels radis i 1-2 fileres de petits punts negres a les membranes. Aleta anal clara amb una filera de tènues taques negroses a la base de la majoria dels radis i una filera de petites taques fosques. Aleta caudal clara amb el marge inferior més fosc. Boca amb 10 dents canines a la part davantera de la mandíbula inferior i presència de dents palatines. 5 espines i 21-22 radis tous a l'aleta dorsal i 1 espina i 17-18 radis tous a l'anal. 13-15 radis a les aletes pectorals. 47-53 escates a la línia lateral. 3-4 escates predorsals. Escates ctenoides al clatell i les galtes. La vora superior del subopercle té una espina esmolada i prominent, mentre que la vora vertical del preopercle és de serrada a irregular. L'espina central de l'aleta dorsal és la més allargada del conjunt. Aleta caudal de truncada a lleugerament arrodonida. La membrana de la darrera espina dorsal es troba unida a la base del primer radi tou.
El seu nivell tròfic és de 3.
És inofensiu per als humans.